# پوست رازآمیز
پوست رازآمیز (به انگلیسی: Mysterious Skin) فیلمی در ژانر بلوغ و درام به کارگردانی گرگ آراکی است که در سال ۲۰۰۴ منتشر شد. 
این فیلم داستان دو پسر پیش از نوجوانی را روایت می‌کند که هر دو در دوران کودکی آزار جنسی را تجربه کرده‌اند و این که چگونه این اتفاق زندگی آن‌ها را به شیوه‌های مختلف تا بزرگسالی تحت تأثیر قرار می‌دهد. یکی از پسرها تبدیل به یک کارگر جنسی بی پروا و ماجراجو (با بازی جوزف گوردون-لویت ) می شود، در حالی که پسر دیگر ( بردی کوربت ) در خیالی منزوی از آدم ربایی بیگانه ها عقب نشینی می کند .

## بازیگران
- جوزف گوردون لویت
- بردی کوربت
- میشل تراکتنبرگ
- بیل سیج
- مری‌لین رایسکوب
- الیزابت شو
- چیس الیسون
- کریس مالکی
- بیلی دراگو
- ریچارد ریلی
- دیوید لی اسمیت